# Agenda, Kansas
Agenda là một thành phố thuộc quận Republic, tiểu bang Kansas, Hoa Kỳ. Năm 2010, dân số của xã này là 68 người.

## Dân số
Dân số các năm:
- Năm 2000: 81 người
- Năm 2010: 68 người